# Spektroskopia fotoelektronów w zakresie promieniowania nadfioletowego
Spektroskopia fotoelektronów w zakresie nadfioletu (ang. ultraviolet photoelectron spectroscopy, UPS) – pomiar energii kinetycznej fotoelektronów, emitowanych przez cząsteczki w wyniku pochłonięcia przez nie fotonów z zakresu ultrafioletu. Wybijane są w ten sposób elektrony walencyjne. W technice UPS wyznaczane więc są poziomy energetyczne dla obszaru walencyjnego.

## Podstawy
Zgodnie z zasadą zjawiska fotoelektrycznego, energia kinetyczna wybitego fotoelektronu wynosi
{\displaystyle E_{k}=h\nu -E_{j},}
gdzie:
{\displaystyle h} – stała Plancka,
{\displaystyle \nu } – częstość promieniowania, za pomocą którego wybijane są elektrony ({\displaystyle h\nu } jest jego energią),
{\displaystyle E_{j}} – energia jonizacji.
Zgodnie z twierdzeniem Koopmansa, pierwszy potencjał jonizacji jest równy (z dokładnością do znaku) energii najwyższego zajętego orbitalu molekularnego (HOMO) – na którym znajdują się elektrony walencyjne tworzące wiązanie.

## Historia
Do lat 60. XX wieku, wszystkie pomiary energii kinetycznej fotoelektronów dotyczyły metali i innych ciał stałych. Około 1956 roku Kai Siegbahn rozwinął spektroskopię fotoelektronów w zakresie rentgenowskim (XPS, x-ray photoelectron spectroscopy) do analiz składu powierzchni. Metoda ta polega na próbkowaniu poziomów energetycznych elektronów wewnętrznych (niewalencyjnych) pierwiastków za pomocą promieniowania X (rentgenowskiego). W tym czasie rozdzielczość metody wynosiła ok. 1 eV.
Spektroskopia fotoelektronów w ultrafiolecie została stworzona przez D.W. Turnera (chemik fizyczny, Imperial College London) do badania niezwiązanych cząsteczek w fazie gazowej. Swoje wyniki zaprezentował on w serii publikacji z lat 1962–1967. Jako źródło fotonów użył lampy helowej emitującej promieniowanie z zakresu dalekiego nadfioletu o λ=58,4 nm (odpowiadającemu energii 21,2 eV). Rozdzielczość energetyczna układu Turnera wynosiła 0,02 eV.
W porównaniu z XPS, technika UPS jest ograniczona tylko do elektronów walencyjnych, jednak pozwala na dokładniejszy pomiar. Po roku 1967 spektrometry do pomiaru widm fotoelektronów w ultrafiolecie stały się komercyjnie dostępne.

## Zastosowania
Dzięki UPS otrzymuje się energie orbitali molekularnych doświadczalnie, w przeciwieństwie do kwantowochemicznych metod obliczeniowych, które zostały rozwinięte również w latach 60. XX wieku. Procedura pomiarowa w spektroskopii fotoelektronów w ultrafiolecie jest podobna do pomiarów XPS. Otrzymuje się widmo, zawierające intensywność w funkcji energii wiązania. Każdy z pików na widmie odpowiada energii walencyjnego orbitalu molekularnego. Duża rozdzielczość pomiarów pozwala na obserwację struktury oscylacyjnej utworzonego jonu molekularnego. Ułatwia to przypisywanie pików do różnego typu orbitali.
Metoda Turnera została w późniejszym okresie rozszerzona do badań powierzchni ciał stałych. Jest ona szczególnie czuła na obszar powierzchniowy (do głębokości 10 nm) z powodu niewielkiego zasięgu emitowanych fotoelektronów. Obiektem badań są często zaadsorbowane związki i ich wiązanie się z powierzchnią oraz orientacja.

## Perspektywy
UPS w ostatnich latach zdobywa znów popularność z powodu coraz lepszej dostępności synchrotronowych źródeł światła, które dostarczają szerokiego spektrum monochromatycznego promieniowania.